# Покуй (гмина)
Покуй (пол. Pokój) — сельская гмина (волость) в Польше, входит как административная единица в Намыслувский повет, Опольское воеводство. Население — 5442 человека (на 2011 год).

## Демография
Данные по переписи 2011 года:
| Перепись  | Всего | Всего | Мужчины | Мужчины | Женщины | Женщины |
| --------- | ----- | ----- | ------- | ------- | ------- | ------- |
| Население | 5442  | 100   | 2666    | 48,99   | 2776    | 51,01   |
| городское | 0     | 0     | 0       |         | 0       |         |
| сельское  | 5442  | 100   | 2666    | 48,99   | 2776    | 51,01   |

## Сельские округа
1. Домбрувка-Дольна
2. Домарадз
3. Домарадзка-Кузня
4. Фалковице
5. Копалина
6. Крогульна
7. Кшива-Гура
8. Любнув
9. Ладза
10. Покуй
11. Седлице
12. Зависть
13. Зеленец

## Соседние гмины
1. Гмина Добжень-Вельки
2. Гмина Домашовице
3. Гмина Мурув
4. Гмина Попелюв
5. Гмина Сверчув
6. Гмина Волчин